# Ozzmosis
Az Ozzmosis album Ozzy Osbourne énekes hetedik stúdiólemeze. 1995. október 24-én jelent meg. Geezer Butler a régi Black Sabbath társ csatlakozott Ozzy-hoz, váltva Bob Daisley basszusgitárost. Butler korábban a Just Say Ozzy című koncertalbumon is játszott. A lemezen még Zakk Wylde gitározott, de a turnét nem vállalta, így Randy Rhoads egykori tanítványa, Joe Holmes lett az Ozzy Band tagja.

## Számlista
1. Perry Mason (Ozzy Osbourne, Zakk Wylde, John Purdell) – 5:53
2. I Just Want You (Osbourne, Jim Vallance) – 4:56
3. Ghost Behind My Eyes (Osbourne, Mark Hudson, Steve Dudas) – 5:11
4. Thunder Underground (Osbourne, Wylde, Geezer Butler) – 6:29
5. See You on the Other Side (Osbourne, Wylde, Lemmy) – 6:10
6. Tomorrow (Osbourne, Wylde, Purdell, Duane Baron) – 6:36
7. Denial (Osbourne, Hudson, Dudas) – 5:12
8. My Little Man (Osbourne, Steve Vai) – 4:52
9. My Jekyll Doesn't Hide (Osbourne, Wylde, Butler) – 6:34
10. Old L.A. Tonight (Osbourne, Wylde, Purdell) – 4:48

2002-es újrakiadás bónusz számai
1. Whole World's Fallin' Down (Osbourne, Tommy Shaw, Jack Blades) – 5:05
2. Aimee (Osbourne, Wylde) – 4:46

## Közreműködők
- Ozzy Osbourne – ének
- Zakk Wylde – gitár
- Geezer Butler – basszusgitár
- Deen Castronovo – dob
- Rick Wakeman – billentyűs hangszerek
- Michael Beinhorn –	billentyűs hangszerek